# Уроки наприкінці весни
«Уроки наприкінці весни» (рос. «Уроки в конце весны») — радянський художній фільм 1990 року, знятий режисером Олегом Кавуном на кіностудії «Мосфільм».

## Сюжет
Підліток Вадик, ставши випадковим свідком новочеркаських подій 1963 року, потрапляє до в'язниці. Незабаром він начебто пропадає безвісти — мати нічого про нього не знає, у школі вважають його загиблим — отже, пробути в камері він може тривалий час. Разом із бунтівниками герою доведеться сидіти у в'язниці шість місяців…

## У ролях
- Данило Толкачов — Вадик
- Юрій Назаров — Васильок, арештант
- Юрій Мажуга — Львовський, інженер, арештант
- Олександр Феклістов — Віктор Іванович, вчитель, арештант
- Микола Засухін — Семенюк, переконаний комуніст, арештант
- Леонід Тимцуник — лисий хлопець, психованний арештант
- Валерій Носик — Семен Ігнатович Діменок, радикулітний арештант
- Олена Корольова — мати Вадика
- Євген Лазарев — Петро Іванович Романюк, слідчий
- Валерій Баринов — Бухов, тюремний наглядач
- Авдотья Смирнова — дівчина
- Катерина Рєднікова — Маша
- Валерій Золотухін — тюремний банщик
- Олександр Давидов — епізод
- Сергій Габріелян — тюремний наглядач
- Нартай Бегалін — тюремний наглядач
- Віктор Брежнєв — епізод
- Р. Іванова — епізод
- Олександр Коврижних — епізод
- Іван Мартинов — карний злочинець
- Галина Надірлі — епізод
- Михайло Негін — епізод
- Галина Левченко — епізод
- Федір Смирнов — епізод
- Віктор Уральський — епізод
- В'ячеслав Горбунчиков — чоловік на вулиці
- Петро Кононихін — епізод
- Раїса Сазонова — епізод

## Знімальна група
- Режисер — Олег Кавун
- Сценарист — Олег Кавун
- Оператор — Володимир Нахабцев
- Композитор — Борис Сінкін
- Художник — Володимир Філіппов